# Fonação surda
Na linguística, a fonação surda se refere à pronúncia dos sons quando a laringe não vibra. Fonologicamente, é um tipo de fonação, que possui contraste com os outros estados da laringe, embora tenha quem desaprove o termo "fonação", já que os fones surdos são caracterizados pela falta de fonação.
O Alfabeto Fonético Internacional possui letras distintas para muitos pares de consoantes surdas e sonoras modais (as obstruentes, como  [c g], [p b], [t d], [k ɡ], [ʃ ʒ], [f v], [s z], e também existe um diacrítico para indicar sons surdos, [ ̥] (um anel inferior), que pode ser usado com letras que representam sons sonoros, como as vogais e as consoantes nasais: [ḁ], [n̥]. Por razões gráficas, em algumas letras o anel é colocado sobre a letra, como no caso de [ŋ̊].

## Soantes surdas
Soantes são aqueles sons, como as vogais e as consoantes nasais, que são sonoras na maioria das línguas do mundo. Porém, em algumas línguas as soantes podem ser surdas, geralmente em alofonia. Por exemplo, a palavra japonesa sukiyaki é geralmente pronunciada como [su͍̥kijaki], pode soar como se fosse [skijaki] para um losófono, e o "s" pode ser levemente labializado devido à compressão do [u͍].
Em algumas línguas, as soantes possuem versões surdas que contrastam com as sonoras, ao invés de serem surdas apenas devido ao seu ambiente. Na língua tibetana por exemplo, possui a soante surda /l̥/, como na palavra Lhasa, cujo som é similar ao da fricativa lateral alveolar surda /ɬ/ da língua galesa, embora não seja tão ruidoso. O galês possui contraste em diversas sonorantes surdas: /m, m̥/, /n, n̥/, /ŋ, ŋ̊/, e /r, r̥/, sendo este último fonema representado pelo dígrafo "rh".
Por outro lado, embora contrastes entre vogais surdas e sonoras tenham sido reportadas por diversas vezes, elas nunca foram verificadas.

## Falta de contraste de fonação nas obstruentes
Muitas línguas não possuem distinção entre obstruentes sonoras e surdas (oclusivas, africadas, e fricativas). Isto é quase que universal em línguas dravídicas e nas línguas indígenas australianas, mas também ocorre amplamente em outras línguas, como por exemplo, no mandarim, no coreano, no finlandês, e nas línguas polinésias, como no caso da língua havaiana, que possui as obstruentes /p/ e /k/, mas não possui /b/ nem /ɡ/. Em muitas línguas, as obstruentes são sonoras somente quando estão em ambientes sonoros, como quando estão entre vogais, ou entre uma vogal e uma nasal, pois as cordas vocais continuam vibrando por um curto período enquanto ainda não são completamente separadas umas dos outras, mas em outros ambientes são realizados como surdas, como quando inicia ou termina uma palavra ou após uma outra obstruente. Nas línguas polinésias a abertura das cordas vocais aparenta ser necessária, enquanto nas australianas a vibração das cordas param apenas pela falta de esforço para manter as cordas vibrando, por isto, apesar das oclusivas das línguas polinésias serem mais longas, são raramente sonorizadas, enquanto nas australianas tendem a ter variantes sonorizadas.